# お侍ちゃん
お侍ちゃん（おさむらいちゃん、1981年3月17日 - ）は、日本のお笑いタレント。旧芸名はめんこい内村（めんこいうちむら）。本名は内村 寛裕（うちむら のぶひろ）。2013年6月30日まではジェイピィールーム（アップフロントグループ）所属で、フリーランスを経て同年8月よりサンミュージックに所属。
岩手県盛岡市出身。侍キャラとして、延宝九年（1681年）生まれと自称している（実際の生年の300年前）。

## 略歴・人物
- 岩手県立盛岡第一高等学校、上智大学理工学部物理学科卒業。
- 趣味は格闘技観戦。特技は書道、そろばん、暗算。好きなスポーツはラグビー。
- 江戸文化歴史検定三級、銭湯検定三級、日本茶検定一級、城郭検定二級、高校理科教員免許所有[3]。
- お笑いを始めるきっかけとなったのは、高校3年生の時に友人に誘われて学園祭の慰労会などで一緒に舞台に立ち、そこでウケたとのことである。それまで目立ち方が分からなかったが、ウケて気持ちいいと強く思ったという[3]。大学入学後もこの時の友人との学生コンビとしてプロダクションに所属して活動。大学卒業後にピン芸人となる[3]。
- 元々武士や時代劇に興味は無かったが、2007年頃に侍のキャラクターに行き着く[3]。この侍の姿で演じるために、かつらではなく地毛でちょんまげを結っている[4]。以前は普通の髪型だった。また、刀（竹光）を持ち歩いていたために警察から職務質問を受けたこともあるという[4]。
- アップフロントに所属していたころ、同じ事務所の上々軍団のさわやか五郎（岡見時秀）と、コンビ「侍エックス」としての活動も並行して行っていたことがある。なお、このコンビでの活動の時はさわやか五郎も侍の扮装をしていた。
- 江戸東京博物館を、展示が変わる2か月おきに訪れている。
- 2012年10月1日付で、アップフロントグループ内で、所属お笑い芸人全員が所属事務所をアップフロントエージェンシーからジェイピィールームに一斉に移動した。
- 2013年6月末をもって、ジェイピィールームがお笑い事業から撤退。その後、2013年8月よりサンミュージックに所属すること、また奥方を娶ったことがお侍ちゃんのブログにて発表された[5]。
- 2013年11月2日に、手作りの和の結婚式を渋谷で行うにあたり、一般ファンの参加をブログで募集し、6名を無料招待[6]。また結婚式の司会は、元所属事務所の同期である上々軍団が務めた[7]。
- 2019年に難病の炎症性腸疾患であるクローン病を発症し、2月から3月半ばまで入院。体重が入院前の70kgから55kgまで激ヤセし[8]、出演予定だったミュージカル「ざ・びぎにんぐ・おぶ・らぶ」を降板した。

## 芸風
- 侍のキャラクターで、あらゆることを江戸時代の言葉、仕草、流行、風俗などに置き換えてネタを作り演じ、キレ芸になると江戸言葉を口汚くしただけになる。主なネタには『それいけ!アンパンマン』の江戸時代バージョンを演じるもの（途中でアンパンマンのエンディングテーマ「勇気りんりん」の歌詞を江戸時代風に変えた歌を歌うなどする）、「江戸ラジオ」、「侍のアントニオ猪木」、「侍の松田優作」などがある。台詞にも「拙者」「ござる」などの侍の言葉を多用しているが、舞台や放送などでの時に応じて、現代の言葉に置き換えて話すことも多い。歴史や時代劇に詳しい人に気を配って、仕種や歴史の考証にも気を使っている[3]。
- 最近では、飛び跳ねて回る「江戸、江戸〜」の掛け声と共に一発ギャグも披露している。
- 面倒になるとキャラを脱ぎ、普段の口調に戻るときがある。

## エピソード
- 以前、タイムマシーン3号の山本、ツインクル のポリス二郎と共に一軒家を借りて住んでいたことがある。その際、山本のいたずら（「風雲山本城」等）のターゲットにされていた[9]。
- 時代劇への憧れから舞台用の殺陣を習っている[10]。しかしやりたい役を問われた際には「死体役」（斬られ役のことを指しているらしい）と答えた[11]。『タイムスクープハンター』に出たいが、「そのままの衣装でいけますね」と言われるもののオーディションの反応はない。
- クイズ番組『クイズプレゼンバラエティー Qさま!!』（テレビ朝日系）に出演した際には、回答者全員学生服を着ているにもかかわらず、一人だけ着物姿にちょんまげと異色のいでたちだった。

## 出演

### テレビ

#### 現在のレギュラー番組
- あなたとツクルまちコミュニケーション。 情報番組 マチコミ（テレビ埼玉）- 「出張!マチコミボード」担当
- 金YO!瓦BAN（IBC岩手放送、2025年4月4日 - ）- MC

#### 過去のレギュラー番組
- 特捜警察ジャンポリス（テレビ東京、2014年4月 - 2015年9月）- 準レギュラー　これ以後も2017年7月1日、2017年12月22日、2018年8月11日に出演

### インターネット放送
過去のレギュラー番組
- 風雲！幻そら城 （ニコジョッキー、2013年10月29日(#1)・11月26日(#2)・12月24日(#3)・2014年1月28日(#4)）MC、計4回
- ぽ〜くちょっぷとお侍ちゃんの質問受付けます（ニコジョッキー、2014年2月24日(#1)・3月21日(#2)）MC、計2回
- お侍ちゃんのえっりえっり〜♪ （ニコジョッキー、2014年2月25日(#1) - 2016年2月23日(#25) /月1放送）MC、計25回

その他
- 現役小中高生によるアイドル学園！（ニコジョッキー、2012年12月27日(#46)・2013年6月27日(#72)・8月15日(#79)・12月26日(#98)）MC、計4回
- VS三拍子（ニコジョッキー、2013年8月23日(#23)）
- 絹川麗のええかげんにもほどがある2（ニコジョッキー、2013年9月5日(#13)）
- 鳥居みゆきの社交辞令でハイタッチ2（ニコジョッキー、2014年1月10日(#29) - 2014年4月4日(#32) /月1放送）計4回
- ニコジョッキー4周年記念2時間特別番組「イジラレ放題120分」（ニコジョッキー、2015年7月28日）
- ジョッキー5周年記念2時間特別番組「イジラレ放題120分」（ニコジョッキー、2016年8月29日）出演：竹山隆範、くじら、神宮寺しし丸、お侍ちゃん、開発くん、ねもよし(ユメマナコ)、大門与作

### ラジオ
- YOYOGI PIRATES タイムマシーン3号のやりすぎマンデーズ（FM-FUJI 2012年5月7日・2013年3月18日）
- 土曜の午後は♪ ヒゲとノブコのWEEKEND JUKEBOX（文化放送 2014年4月5日 - ）レポーター
- アルコ&ピースのオールナイトニッポン0(ZERO)　（ニッポン放送　2015年10月22日）
- 伊集院光とらじおと（TBSラジオ） - 2018年8月14日からリポーターとして出演[14]

### CM
- 岩手県警察「特殊詐欺被害防止」（2025年） - ふじポン、中川あい子と共演

### イベント
- 静岡駿府マラソン（2013年3月2日） - 「ピンクス&コピンクス!スペシャルライブ」